# 일반화 리만 가설
리만 가설은 수학에서 가장 중요한 추측 중 하나이자 리만 제타 함수의 0에 대한 정의이다. 다양한 기하학적 및 산술적 객체는 소위 "전역 L-함수"로 설명될 수 있으며 이는 공식적으로 리만 제타 함수와 유사하다. 그런 다음 이러한 L-함수의 0에 대해 동일한 질문을 던질 수 있으며 리만 가설의 다양한 일반화를 산출할 수 있다. 많은 수학자들은 리만 가설을 일반화한 것이 사실이라고 믿는다. 이러한 추측의 유일한 사례는 대수 함수체 사례(수체 사례가 아님)에서 발생한다.
전역 L-함수는 타원곡선, 대수적 수체(이 경우 데데킨트 제타 함수), 마스 파동 형식 및 디리클레 지표(이 경우 디리클레 L-함수라고 함)와 연관될 수 있다. 리만 가설이 데데킨트 제타 함수에 대해 공식화되면 확장된 리만 가설(Extended Riemann hypothesis, ERH)로, 디리클레 L-함수에 대해 공식화되면 일반화 리만 가설(Generalized Riemann hypothesis, GRH)로 알려져 있다. 이 두 문장은 아래에서 더 자세히 논의될 것이다. (많은 수학자들은 리만 가설을 단지 디리클레 L-함수의 특별한 경우가 아닌 모든 전역 L-함수로 확장하기 위해 일반화 리만 가설을 사용한다.)

## 일반화 리만 가설 (GRH)
일반화 리만 가설 또는 디리클레 L-함수에 대한 가설은 1884년에 아돌프 필츠가 처음으로 공식화했다. 원래의 리만 가설과 마찬가지로 소수 분포에 대한 광범위한 결과가 있다.
이러한 가설의 공식적인 진술은 다음과 같다. 디리클레 지표는 gcd(n, k) > 1일 때마다 모든 n에 대해 χ(n + k) = χ(n)인 양의 정수 k가 존재하는 곱셈적 함수이자 수론적 함수 χ이다. 이러한 문자가 주어지면 우리는 해당 디리클레 L-함수를 다음과 같이 표현한다.
{\displaystyle L(\chi ,s)=\sum _{n=1}^{\infty }{\frac {\chi (n)}{n^{s}}}}
Re s > 1와 같은 모든 복소수에 대해 이 함수는 해석적 연속에 따라 복소 평면 전체에서 정의된 ({\displaystyle \chi }가 원시적인 경우에만) 유리형 함수로 확장될 수 있다. 일반화 리만 가설은 모든 디리클레 지표 χ와 L(χ, s) = 0인 모든 복소수에 대해 s가 음의 실수가 아니라면 s의 실수부는 1/2이라고 주장한다. 모든 n에 대한 χ(n) = 1은 일반화 리만 가설을 산출한다.

### 일반화 리만 가설의 결과
디리클레 등차수열 정리는 만약 a와 d가 서로소 아이디얼인 자연수일 경우에는 등차수열 a, a + d, a + 2d, a + 3d, ...는 무한히 많은 소수들을 포함하는 무한 집합이 된다고 정의한다. π(x, a, d)는 이 수열에서 x보다 작거나 같은 소수인 수를 나타낸다. 일반화 리만 가설이 참이라면 모든 서로소인 a와 d, 그리고 ε > 0에 대해 다음과 같이 표현한다.
{\displaystyle \pi (x,a,d)={\frac {1}{\varphi (d)}}\int _{2}^{x}{\frac {1}{\ln t}}\,dt+O(x^{1/2+\varepsilon })\quad {\mbox{ as }}\ x\to \infty }
여기서 φ(d)는 오일러 피 함수이고 O는 점근 표기법이다. 이는 소수 정리를 상당히 강화시킨 것이 특징이다.
일반화 리만 가설이 참이면 곱셈 군 {\displaystyle (\mathbb {Z} /n\mathbb {Z} )^{\times }}의 모든 적절한 부분군은 2(ln n)2보다 작은 숫자와 3(ln n)2보다 작은 n에 대한 보정을 생략한다.
즉 {\displaystyle (\mathbb {Z} /n\mathbb {Z} )^{\times }}는 2(ln n)2보다 작은 숫자에 의해 생성된다. 이는 종종 증거에 사용되며 (일반화 리만 가설을 가정할 때) 다음과 같은 많은 결과를 초래한다.
- 밀러-라빈 소수판별법 다항식 시간 내에 실행될 수 있다. (AKS 소수판별법인 일반화 리만 가설이 필요하지 않은 다항식 시간 원시성 판별법은 2002년에 발표되었다.)
- 섕크스-토넬리 알고리즘은 다항식 시간에 실행되도록 보장된다.
- 최초 상수 평활도를 갖는 유한한 체에 대해 다항식을 인수하기 위한 이바뇨스-카르핀스키-삭세나 결정론적 알고리즘은 다항식 시간에 실행될 것을 보장한다.[3]

일반화 리만 가설이 참이면 모든 소수 p에는 {\displaystyle O((\ln p)^{6})}보다 작은 원시 루트 모듈러 연산(정수 모듈로서 p의 곱셈 군을 형성함)가 존재한다.
약한 골드바흐의 추측은 또한 일반화 리만 가설에서 비롯된다. 이 추측의 아직 검증되지 않은 해럴드 헬프곳(Harald Helfgott)의 증명은 1029 이상의 모든 정수에 대한 추측을 입증하는 충분한 한계를 얻기 위해 특정한 가상 부분까지의 수천 개의 작은 문자에 대한 일반화 리만 가설을 검증한다. 아래 정수는 이미 계산에 의해 검증되었다.
일반화 리만 가설이 참이라고 가정하면 포여-비노그라도프 부등식에서 문자 합계의 추정치는 {\displaystyle O\left({\sqrt {q}}\log \log q\right)}로 개선될 수 있다. 여기서 q는 문자의 계수를 의미한다.

## 확장된 리만 가설 (ERH)
K가 정수의 환 OK가 있는 수체(유리수 Q의 유한 차원의 체의 확장)라고 가정하자(이 환은 K에서 정수 Z의 정수적 폐포이다). 만약 a가 0이 아닌 OK의 아이디얼이라면, 우리는 Na로 아이디얼 노름을 나타낸다. K의 데데킨트 제타 함수는 다음에 의해 정의된다.
{\displaystyle \zeta _{K}(s)=\sum _{a}{\frac {1}{(Na)^{s}}}}
모든 복소수 s에 대해 실수부가 1보다 크다고 가정하면 그 합계는 OK의 0이 아닌 모든 아이디얼 a에 걸쳐 있다.
데데킨드 제타 함수는 함수 방정식을 만족하며 복잡한 전체 평면으로의 해석적 연속을 통해 확장될 수 있다. 결과 함수는 수체 K에 대한 중요한 정보를 인코딩한다. 확장된 리만 가설은 모든 수체 K와 모든 복잡한 숫자 s에 대해 ζK(s) = 0이라고 주장한다. s의 실수부가 0과 1 사이라면 사실은 1/2이다.
일반화 리만 가설은 정수 Z의 환을 가진 수체를 Q로 할 경우 확장된 가설을 따르게 된다. 확장된 리만 가설은 체보타료프 밀도 정리의 효과적인 버전을 암시한다. 만약 L/K가 갈루아 군 G와 결합하는 유한 갈루아 확장이고 C가 G의 결합인 경우에는 대수적 수 이론에서 x 이하의 노름 K와 프로베니우스 결합 등급의 비분화 소립자 수는 다음과 같이 표현한다.
{\displaystyle {\frac {|C|}{|G|}}{\Bigl (}\operatorname {li} (x)+O{\bigl (}{\sqrt {x}}(n\log x+\log |\Delta |){\bigr )}{\Bigr )}}
점근 표기법에서 암시하는 상수가 절대적인 경우 n은 Q에 대한 L의 정도이며 Δ와는 구별된다.

## 같이 보기
- 디리클레 L-함수
- 셀베르그 클래스